# Kinderreisepass

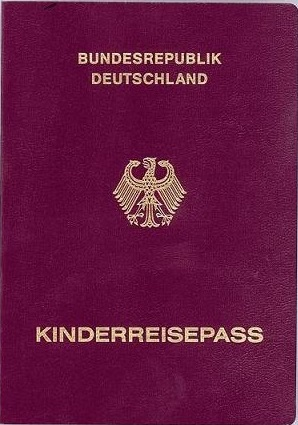
Buchdecke des deutschen Kinderreisepasses

Ein Kinderreisepass ist ein Reisepass, der speziell für Kinder ausgestellt wird. In Deutschland werden seit dem 1. Januar 2024 keine Kinderreisepässe mehr ausgestellt oder verlängert.

## Deutschland

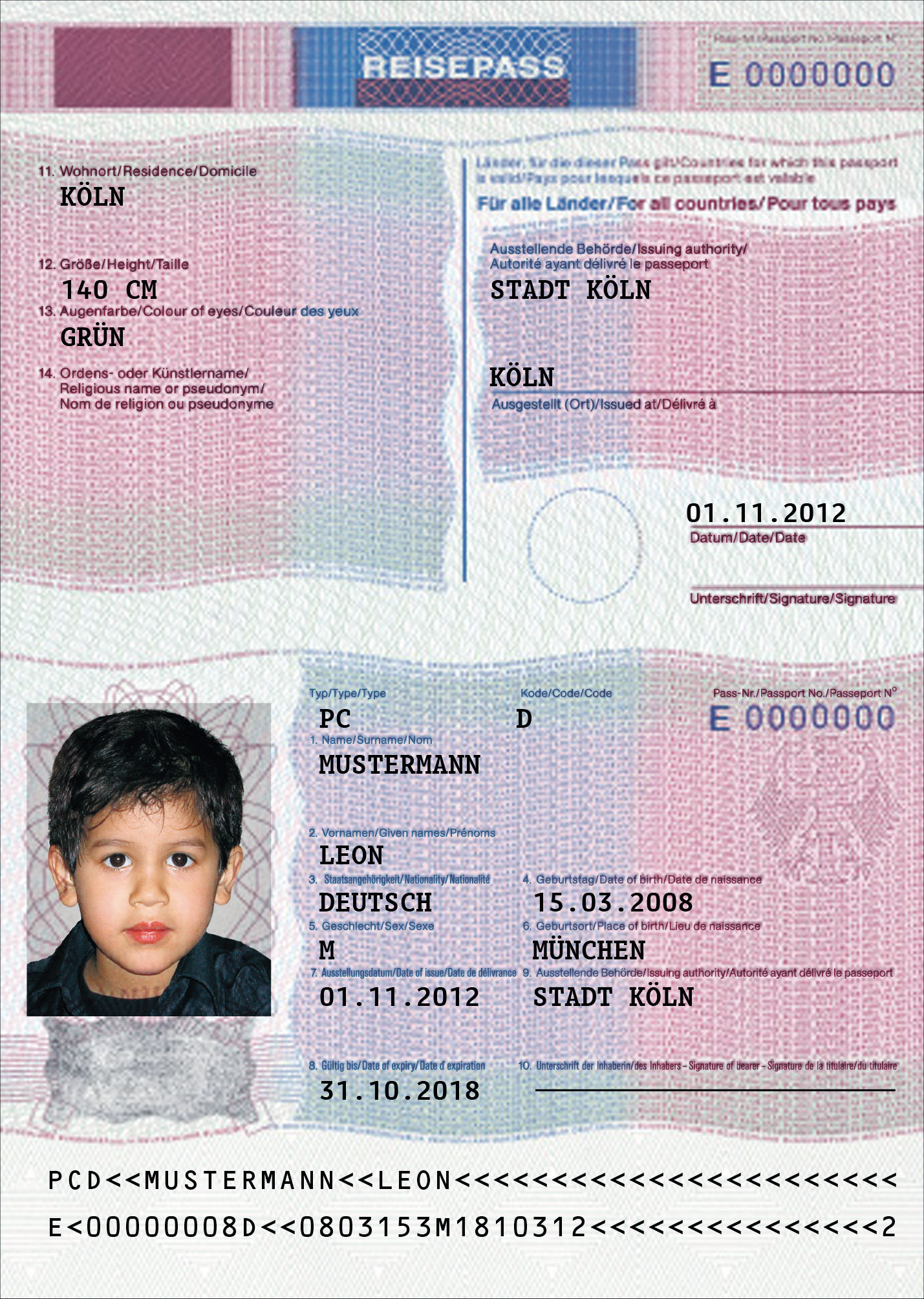
Kinderreisepass, Muster 2013

Der Kinderreisepass ist in Deutschland ein Dokument, das an deutsche Staatsangehörige bis zum 12. Lebensjahr ausgestellt werden konnte.
Er wurde ausnahmslos mit einem Passbild des Inhabers versehen, selbst bei Neugeborenen. Das Bild musste biometriefähig sein, allerdings waren die Anforderungen bei Säuglingen, Kleinkindern und Kindern nicht so streng wie bei Erwachsenen, wie aus der Fotomustertafel ersichtlich ist.
Seit 2021 war das Dokument nur noch ein Jahr gültig (davor sechs Jahre), längstens jedoch bis zur Vollendung des 12. Lebensjahres. Er konnte bis zur Vollendung des 12. Lebensjahres mit einem neuen Passbild verlängert werden. Voraussetzung dafür war, dass die Verlängerung innerhalb des ursprünglichen Gültigkeitszeitraums beantragt wird. Nach Ablauf der Gültigkeit war ein Neuantrag erforderlich. Die Gebühr für die Ausstellung betrug 13 Euro, für die Verlängerung 6 Euro. Vor dem 1. Januar 2021 ausgestellte Kinderreisepässe behalten ihre eingetragene Gültigkeit.
Der Kinderreisepass entspricht den Empfehlungen der ICAO und wird von den meisten Staaten anerkannt. Zur visafreien Einreise in die USA wird aber bspw. ein gültiger, elektronischer Reisepass verlangt, mit Kinderreisepass ist ein Visum erforderlich. Informationen dazu, ob ein Staat die Einreise mit dem Kinderreisepass gestattet, sind in den Reise- und Sicherheitshinweisen des Auswärtigen Amts enthalten.
Kindereintragungen im Pass eines Elternteils verloren am 26. Juni 2012 ihre Gültigkeit.
Seitdem benötigen Kinder bei Grenzübertritten je nach Reiseziel einen eigenen Kinderreisepass oder einen Reisepass. Im Einzelfall genügt auch der Personalausweis, beispielsweise im Schengenraum. Verbindliche Auskünfte darüber, ob der Kinderreisepass im Zielstaat der Reise anerkannt wird, können nur dessen Behörden erteilen, beispielsweise die Botschaft oder das Konsulat des Reiselandes.
Ab 2024 werden keine Kinderreisepässe mehr ausgestellt, Kinder benötigen für eine Reise dann die gleichen Dokumente wie Erwachsene (Reisepass; ggf. Personalausweis, falls dieser für Einreise ausreicht).

### Elternteile mit einem vom Kind abweichenden Nachnamen
Durch den Wegfall der Kindereintragung in den Pässen der Eltern ist es für Elternteile, deren Nachnamen nicht mit dem der Kinder übereinstimmt, nun komplizierter nachzuweisen, dass es sich bei dem mitreisenden Kind um das eigene handelt. Wenn erforderlich, kann dieser Nachweis durch eine Geburtsurkunde oder – im Falle von verheirateten Eltern – durch Vorlage einer Heiratsurkunde bzw. – im Falle unverheirateter Eltern – durch Vorlage der gemeinsamen Sorgerechtserklärung des Jugendamtes erbracht werden.
Bei Reisen in einige Länder muss ein Elternteil, der ohne den anderen Elternteil mit dem Kind einreisen will, dessen Vollmacht – gegebenenfalls samt beglaubigter Übersetzung – zu der Reise mit dem Kind vorweisen. Eine solche Vollmacht enthält die Personalien des reisenden Kindes, die Personalien und Erreichbarkeit des/der Sorgeberechtigten, die Reiseroute und die Personalien etwaiger volljähriger Begleitpersonen.
Wenn sich der Familienname eines Kindes von dem Familiennamen mindestens eines sorgeberechtigten Elternteils unterscheidet, können auf gemeinsamen Antrag alle sorgeberechtigten Elternteile im Reisepass des Kindes eingetragen werden.

### Geschichte

#### Kinderausweis
Bis 2006 konnten für alle deutschen Staatsbürger unter 16 Jahren Kinderausweise ausgestellt werden. Der Ausweis galt als Identifizierung und Reisepass für Kinder. Er konnte bei der Geburt ausgestellt werden und war bis zum zehnten Lebensjahr gültig. Ein Passbild war bis dann an sich nicht vorgeschrieben, musste jedoch für Reisen in einige Länder (im Großen und Ganzen die bei Erwachsenen reisepasspflichtigen Länder) eingefügt werden. Nach dem 10. Geburtstag war ein Passbild vorgeschrieben; enthielt der Kinderausweis vorher keines, konnte er durch das Einfügen verlängert werden; enthielt er bereits eines, musste er durch einen Ausweis mit einem neuen Passbild ersetzt werden. Eingetragen waren Name, Geburtstag, Geburtsort, Staatsangehörigkeit und Wohnort. Vor 2006 ausgestellte Kinderausweise behielten ihre Gültigkeit bis zum 10. bzw. 16. Geburtstag des Kindes.
Probleme ergaben sich durch die geringe Seitenzahl. Zwei Fahrten auf der Transitstrecke nach West-Berlin und zurück waren ausreichend für einen vollgestempelten Kinderausweis. Wenn die Falze schon etwas geschwächt waren, kam es auch vor, dass er bei zügigem Stempeln durchgerissen wurde.
Am 7. Juli 2023 beschloss der Deutsche Bundestag auf Antrag von SPD, Bündnis 90/Die Grünen und FDP die Abschaffung des Kinderreisepasses in Deutschland.

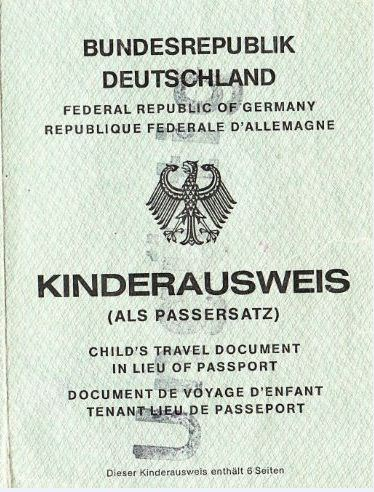
Kinderausweis aus dem Jahr 1976. Ausgestellt für Kinder bis zum vollendeten 16. Lebensjahr
- Kinderausweis aus dem Jahr 1994. Ausgestellt für Kinder bis zum vollendeten 16. Lebensjahr
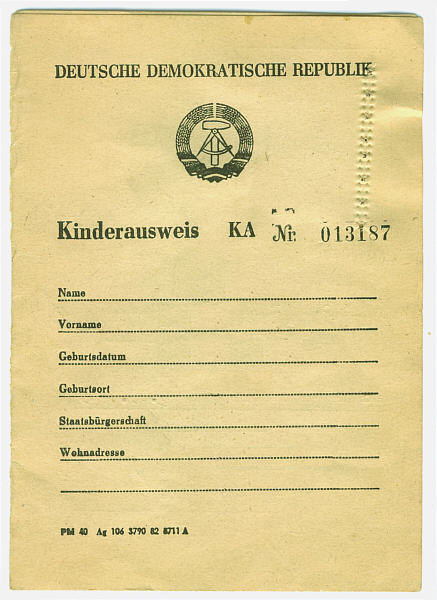
Kinderausweis der DDR in den 1980er Jahren

### Anforderungen für ein biometrisches Passbild für Kinder
Auch für Kinder und Babys gelten einige formale Anforderungen für ihre Passfotos:
- Kinder, die jünger als 1 Jahr sind, dürfen auf dem Bild einen weggedrehten Kopf, geschlossene Augen und ein nicht zentriertes Gesicht haben.
- Auf dem Passfoto dürfen sich keine Gegenstände (z. B. Spielzeug, Schnuller etc.) oder andere Personen oder deren Körperteile befinden.
- Bei dem Foto ist auf eine Frontalaufnahme zu achten.
- Der Bildhintergrund muss einfarbig und neutral sein.
- Das Foto muss gut ausgeleuchtet sein.
- Das Foto sollte klar und scharf geschossen sein.
- Das Foto sollte keine Spuren digitaler Überarbeitung aufweisen.
- Bei älteren Kindern sollten die Augen offen sein.

## Österreich
Die Unterschiede zum ehemaligen deutschen Kinderreisepass liegen beim österreichischen Dokument – neben der unterschiedlichen Gestaltung – in den Gebühren sowie der Geltungsdauer, die für Kinder von zwei bis zwölf Jahren fünf Jahre und für Kinder ab Geburt bis zwei Jahren zwei Jahre beträgt. Ein in den ersten beiden Lebensjahren ausgestellter Kinderreisepass ist gebührenfrei.
Voraussetzungen ist die österreichische Staatsbürgerschaft, ferner darf das Kind zum Zeitpunkt der Antragstellung das 12. Lebensjahr noch nicht vollendet haben. Eine Eintragung von Kindern in den Reisepass eines Elternteils ist seit dem 15. Juni 2009 nicht mehr möglich. Vorbestehende Kindereintragungen haben für drei Jahre ihre Gültigkeit behalten und liefen Mitte 2012 automatisch aus.